# Long Beach (Minnesota)
Long Beach es una ciudad ubicada en el condado de Pope en el estado estadounidense de Minnesota. En el Censo de 2010 tenía una población de 335 habitantes y una densidad poblacional de 82,49 personas por km².

## Geografía
Long Beach se encuentra ubicada en las coordenadas 45°38′56″N 95°25′43″O / 45.64889, -95.42861. Según la Oficina del Censo de los Estados Unidos, Long Beach tiene una superficie total de 4.06 km², de la cual 3.76 km² corresponden a tierra firme y (7.4%) 0.3 km² es agua.

## Demografía
Según el censo de 2010, había 335 personas residiendo en Long Beach. La densidad de población era de 82,49 hab./km². De los 335 habitantes, Long Beach estaba compuesto por el 98.51% blancos, el 0% eran afroamericanos, el 0% eran amerindios, el 0% eran asiáticos, el 0.3% eran isleños del Pacífico, el 0.3% eran de otras razas y el 0.9% pertenecían a dos o más razas. Del total de la población el 0.3% eran hispanos o latinos de cualquier raza.